# Robecchia granulosa
Robecchia granulosa är en insektsart som beskrevs av Boris Petrovich Uvarov 1931. Robecchia granulosa ingår i släktet Robecchia och familjen gräshoppor. Inga underarter finns listade i Catalogue of Life.